# Папа Роуч
„Папа Роуч“ е ню метъл група от град Вакавил, щата Калифорния, САЩ.
Най-успешния албум на групата е Lovehatetragedy (2002), който става златен. Папа Роуч са продали над 20 млн. албума по цял свят. Най-известните им песни са Last Resort, Between Angels and Insects, She Loves Me Not, Getting Away with Murder, Scars, ...To Be Loved, Forever и Lifeline.

## История

### Ранни години (1993 – 1998)
Групата е формирана през януари 1993 г., когато Джейкъби Шадикс (вокал) и Дейв Бъкнър (барабани) се запознават на футболното игрище в гимназията на Вакавил, Калифорния и се заговарят за музика. Скоро към тях се присъединяват Уил Джеймс (бас) и Бен Лутър (тромбон). Те решават да участват в училищен конкурс за таланти, където изпълняват песента Fire на Джими Хендрикс, но отпадат. През 1993 г. Лутър е заменен от Джери Хортън (китара) от съседното училище. Хортън се запознава с групата чрез негов приятел, който и е фен. По това време Папа Роуч репетира всеки ден и организира участия. Шадикс носи прякора Коби Дик. Името на групата идва от това на дядото на Шадикс, който се казва Хауърд Уилям Роуч, на когото Шадикс е казвал Папа Роуч. Хауърд Роуч се самоубива през 2006 г., когато заболява от рак. Групата го почита с албума The Paramour Sessions.
През 1994 г. е записано EP-то Potatoes for Christmas. Дейв Бъкнър временно заменя Раян Браун, който заминава за Сиатъл да учи изобразително изкуство. През 1995 г. излиза демото Caca Bonita. През това време Бъкнър се връща в групата.
На 4 февруари 1997 г. излиза дебютният Old Friends from Young Years. Скоро след това се отправят на турне като подгряваща група на Incubus, Powerman 5000, Hed PE, Snot, Far, Earth, Wind & Fire и Static-X.
През 1998 г. издават EP 5 Tracks Deep. Продадени са 1000 копия през първия месец. През 1999 г. издават още един EP албум, Let 'Em Know, който попада в полезрението на Warner Music Group. В крайна сметка те решават да не предложат договор на групата. Неиздаденият диск включва песните Infest, Last Resort, Broken Home, Dead Cell и She Loves Me Not – първите четири са част от албума Infest, а последната от Lovehatetragedy.
Скоро след това, DreamWorks Records предлага договор на групата.

### Пробив на голямата сцена (1999 – 2005)
През октомври 1999 г., групата започва записи по албума Infest. Той включва стари песни от независимите издания на групата, това са песните Infest, Last Resort, Broken Home, Dead Cell от демото за Warner Brothers; Revenge и Thrown Away от 5 Tracks Deep EP; Legacy, Binge, Snakes и Tightrope от Let 'Em Know EP, които са презаписани и три нови песни „Obsession“, „Blood Brothers“ и „Never Enough“. Infest излиза на 25 април 2000 г. с 30 000 продадени копия в първата седмица. Записан е видеоклип за песента „Last Resort“ и групата тръгва на турне с Limp Bizkit и рап изпълнителите Еминем, E-40, Xzibit и Лудакрис.
В края на 2000 г. групата е на турне в Обединеното кралство като популярността им значително се увеличава. През 2001 г. взимат участие на престижната главна сцена на Ozzfest, в САЩ и Обединеното кралство.
Песента „Blood Brothers“ е част от саундтрака на видеоиграта Tony Hawk's Pro Skater 2.
След световните турне, групата се връща в студиото за да запише третия си албум, който първоначално е трябвало да се казва Born to Rock, но впоследствие е преименуван на Lovehatetragedy. Той излиза на 18 юни 2002 г., и макар да не надминава по продажби Infest, се изкачва на челните позиции в класациите. Продадени са 500 000 копия и е сертифициран като златен. Албума се фокусира повече върху пеенето от колкото рапирането, което утвърждава ню метъл звученето на бандата. Синглите „She Loves Me Not“ и „Time and Time Again“ са в стил рап метъл. Видеоклипът на Time and Time Again е включен в реклама на Pepsi Blue. Турнето в подкрепа на Lovehatetragedy, започва през 2002 г. и завършва в началото на 2003 г.
В края на 2003 г. започват записите по четвърти албум, с работно заглавие Dancing In the Ashes, но издаден под името Getting Away with Murder. Групата работи с популярния продуцент Хауърд Бенсън. Заснет е клип за песента Getting Away with Murder и групата тръгва на малко лятно турне по клубовете. Албумът е различен в сравнение с предишните, като отсъства ню метъла от него, както и рапирането. Някои дългогодишни фенове го критикуват, че е с алтърнатив рок звучене. Независимо от негативните реакции, албума надминава по продажби Lovehatetragedy, главно заради сингъла Scars. До днес албума е с над 1 млн. продажби и е платинен. На 9 ноември 2004 г. излиза петото EP на групата, Rolling Stone Original. Този албум е единствено на дигитален носител. На 22 ноември 2005 г. излиза първия видео албум, Papa Roach: Live & Murderous in Chicago.

### The Paramour Sessions (2006 – 2008)
На 12 септември 2006 г. е издаден албума The Paramour Sessions. ...To Be Loved е първият сингъл и е начална песен за WWE Raw от 2006 г. до 2009 г. Албумът е на 16-о място в класацията на Билборд 200. През октомври 2006 г., групата е на турне с Guns N' Roses и Deftones.
На 25 април 2007 г., Дейв Бъкнър напуска групата поради лични причини. Тони Палермо го заменя временно. На 28 януари 2008 г. Шадикс заявява в MySpace акаунта на групата, че Бъкнър се е разделил с тях. На 17 юли излиза ЕР-то Live Session (iTunes Exclusive), а на 24-ти Hit 3 Pack: Forever. Двата мини-албума са единствено в iTunes.

### Metamorphosis (2008 – 2010)
През 2008 г. в интервю за радиото, Шадикс твърди, че вече работят по следващ албум с работно заглавие Days of War, Nights of Love. По-късно името е променено на Metamorphosis, за да отбележи 10 г. от времето на групата с DreamWorks Records и промените, които са настъпили с тях.
На 15 април групата заявява, че ще вземе участие на фестивала на Mötley Crüe – Crüe Fest с Buckcherry, Sixx:A.M. и Trapt. Турнето започва на 1 юли. Датата на излизане на албума е 26 август.
На 26 октомври излиза музикално видео за песента Hollywood Whore, която излиза като ЕР в Канада и дигитален сингъл. Първият официален сингъл, „Lifeline“, излиза в MySpace профила на бандата на 9 януари 2009 г.
Metamorphosis влиза в топ 10, като заема 8-о място в класацията на Билборд 200, което не се е случвало от 2002 г.

### Time for Annihilation (2010 – 2012)
През април 2010 г. излизат две нови песни, Burn и Kick In the Teeth. Джери Хортън заявява името на новия албум, Time for Annihilation, който включва девет концертни песни и пет нови, което го прави комбинация от концертен албум и EP. Бандата подписва с Eleven Seven Music. На 29 юни, предишният лейбъл на групата Geffen Records издава компилацията ...To Be Loved: The Best of Papa Roach. Групата призовава феновете да не го купуват, защото приходите от него няма да отидат при тях, като албумът е издаден против волята им. Правата върху песните се притежават от Downtown Music Publishing, но групата продължава да ги изпълнява на живо.
На 5 август в интернет пространството изтича останалата част от Time for Annihilation. Следват концерти в Европа със Skillet. През ноември и декември, групата е на турне с Disturbed, Buckcherry и Halestorm. Джери Хортън твърди, че бандата ще издаде нов албум през 2012 г., който ще е повече електронно насочен.

### The Connection (2012 – 2013)
На 15 юни 2012 г. в чат на живо в YouTube, става ясно името на новия албум The Connection, който ще излезе на 2 октомври. Групата участва на главната сцена на фестивала Uproar Festival, заедно със Shinedown, Godsmack, Staind и Adelitas Way.
Първия музикален клип излиза на 30 август 2012 г., за песента Still Swingin, като той е по идея на 8-годишния син на Джейкъби. През юни 2013 г. групата свири на главната сцена на Download Festival. През септември към групата се присъединява бившия барабанист Бъкнър за песента Last Resort.

### F.E.A.R. (Face Everything and Rise) (2014– )
На 3 февруари 2014 г. групата влиза в студио за записи на нов албум. В своя Twitter акаунт, Джери съобщава, че първия сингъл от него ще излезе „някъде към юли“. В чат на живо на 25 февруари 2014 г. се споменава, че вече са написани четири песни. Разкриват имената и на три от тях – 'Just As Broken As Me', 'Gravity' и 'War Over Me'. През април Джейкъби съобщава още две песни – 'Never Have To Say Goodbye' и 'Face Everything and Rise'. На 10 юли, бандата заявява, че новият албум ще излезе през януари 2015 г. и се казва F.E.A.R. През октомври става ясна и датата – 27 януари чрез Eleven Seven Music.
Басиста Тобин Есперанс казва, че новият албум ще е по-тежък от предишните и че за пръв път ще участват и други музиканти. На 19 май 2015 г. групата е хедлайнър на North American Tour с Five Finger Death Punch. Също така са подгрявани от In This Moment, като специални гости на From Ashes To New.

## Състав
| Сегашни членове - Джейкъби Шадикс – вокали (1993– ) - Джери Хортън – китара (1993– ) - Тобин Есперанс – бас (1996– ) - Тони Палермо – барабани (2007– ) |  | Предишни членове - Дейв Бъкнър – барабани (1993 – 2007) - Уил Джеймс – бас (1993 – 1996) |

## Дискография
| - Old Friends from Young Years (1997) - Infest (2000) - Lovehatetragedy (2002) - Getting Away with Murder (2004) - The Paramour Sessions (2006) - Metamorphosis (2009) - The Connection (2012) - F.E.A.R. (2015) - Time for Annihilation (2010) - ...To Be Loved: The Best of Papa Roach (2010) - Potatoes for Christmas (1994) - Caca Bonita (1995) - 5 Tracks Deep (1998) - Let 'Em Know (1999) - She Loves Me Not (2002) - Rolling Stone Original (2004) - Live Session (iTunes Exclusive) (2007) - Hit 3 Pack: Forever (2007) - Hollywood Whore (2008) - Lifeline (2009) - Naked and Fearless: Acoustic EP (2009) | - Last Resort (2000) - Broken Home (2000) - Between Angels and Insects (2001) - Dead Cell (2001) - She Loves Me Not (2002) - Time and Time Again (2002) - Getting Away with Murder (2004) - Scars (2004) - Take Me (2005) - ...To Be Loved (2006) - Forever (2007) - Time Is Running Out (2007) - Reckless (2007) - Hollywood Whore (2008) - Lifeline (2009) - I Almost Told You That I Loved You (2009) - Had Enough (2009) - Kick in the Teeth (2010) - Burn (2010) - No Matter What (2011) - Still Swingin (2012) - Where Did the Angels Go? (2012) - Before I Die (2013) - Leader of the Broken Hearts (2013) - Face Everything and Rise (2015) - Gravity (2015) |

## Папа Роуч в България
- 16 юни 2015 – Бургас, Summer Chaos Festival